# Lova Herren, lova Herren
Lova Herren, lova Herren är en lovpsalm med text och musik av Joël Blomqvist från år 1877 eller 1879. Texten bearbetades en aning både 1920 och 1985 inför dess införande i nyutgåvor av Psalmer och Sånger. I de äldre psalmböckerna användes böjningsformen 'loven' i stället för 'lova'.

## Publicerad i
- Barnens Sabbatsklocka 1903 som nr 74.
- Svenska Missionsförbundets sångbok 1920 som nr 419 under rubriken "Lovsånger".
- Guds lov 1935 som nr 18 under rubriken "Inledningssånger" med titelraden "Loven Herren, ty att lova"
- Psalmer och Sånger 1987 som nr 339 under rubriken "Lovsång och tillbedjan".[1]